# Emil Milihram
Emil Milihram (rođen 21. listopada 1982. u Varaždinu) hrvatski je kanuist, juniorski svjetski i europski prvak, te seniorski pobjednik svjetskog kupa na divljim vodama u klasičnom spustu u kanu jednosjedu (C1) za 2010.